# Trichoplus schaumi
Trichoplus schaumi är en skalbaggsart som beskrevs av John Obadiah Westwood 1874. Trichoplus schaumi ingår i släktet Trichoplus och familjen Cetoniidae. Inga underarter finns listade i Catalogue of Life.